# Lomo de camello

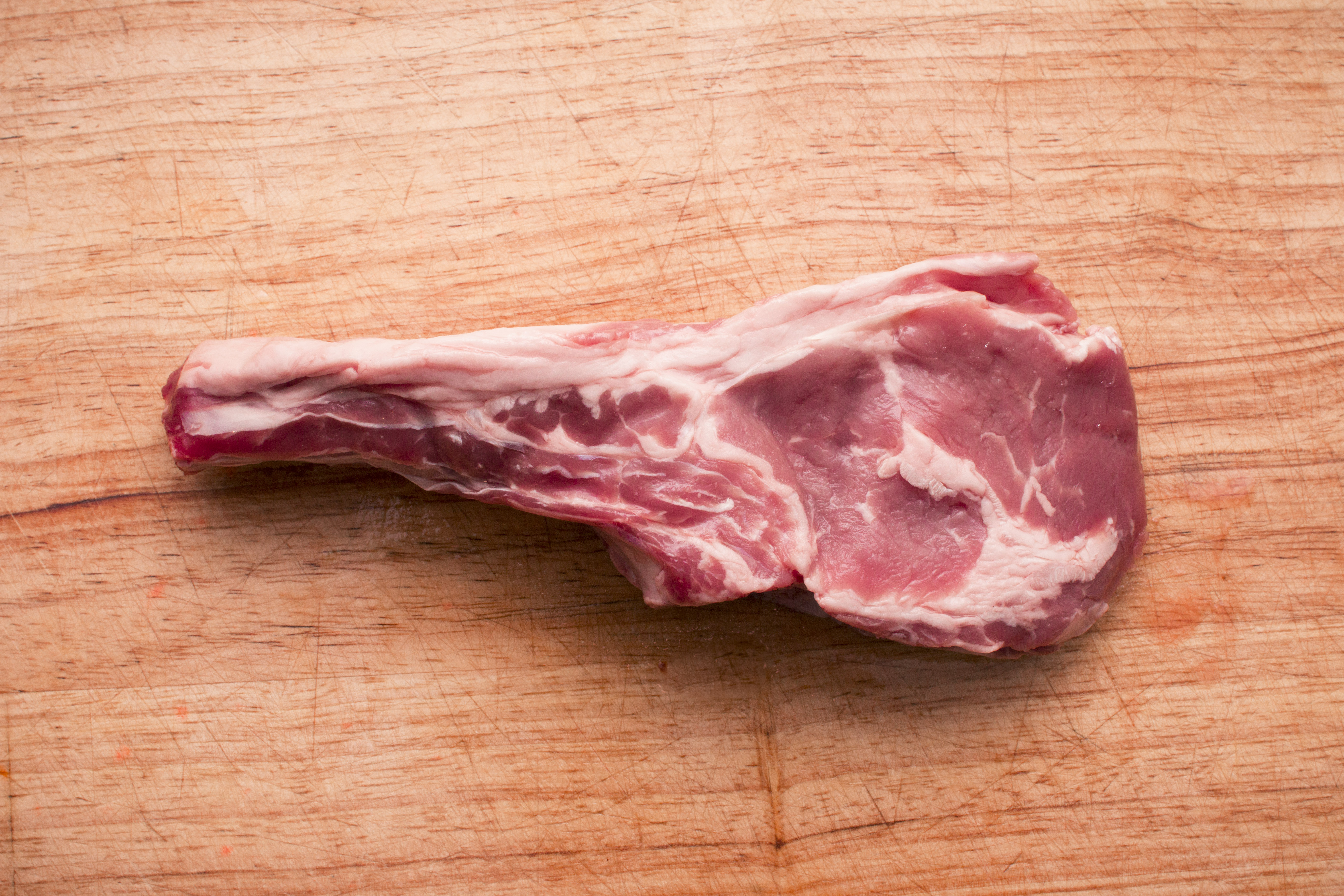
Lomo del camello.

El lomo de camello (en árabe,  خاصرة jáṣira) es un corte de la carne de camello, creado a partir del tejido a lo largo del lado dorsal de la caja torácica.

## Uso culinario
Se considera el corte más excelente del camello, junto con la costilla. El método de cocción varía de un país a otro, los árabes saudíes prefieren cocinarlo en kabsa utilizando la cocción a presión.